# 马相屯站
马相屯站是位于吉林省吉林市船营区马相屯村的一个铁路车站，原为乘降所。该站经过铁路有沈吉铁路，归属沈阳铁路局吉林车务段管辖。该站在2007年中国铁路第六次大提速后取消客运业务，现在仅办理货运业务。

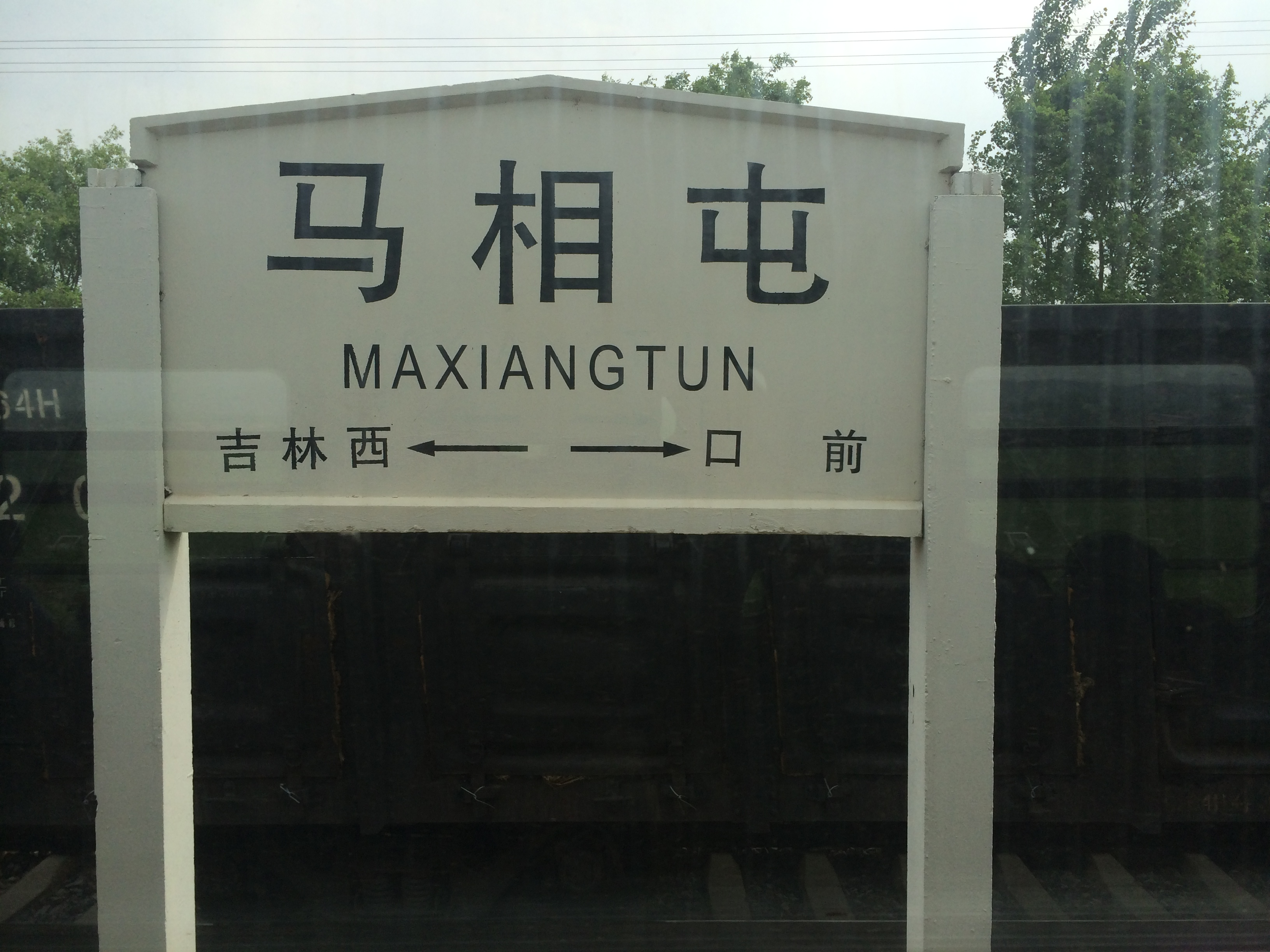
马相屯站站牌